# 阿斯帕林山国家公园
阿斯帕林山国家公园（英語：Mount Aspiring National Park）也称艾斯派林山国家公园，是新西兰南岛西南部的一座国家公园，位于南阿尔卑斯山脉中，奥塔哥大区和西岸大区交界处。公园内有高山、冰川、河谷、高山湖泊等景观，最高点阿斯帕林山（一译艾斯派林山）海拔3033米，为新西兰著名的山峰。公园内盛行远足、登山和滑雪运动。1990年，作为蒂瓦希波烏納穆的一部分成为世界自然遗产。

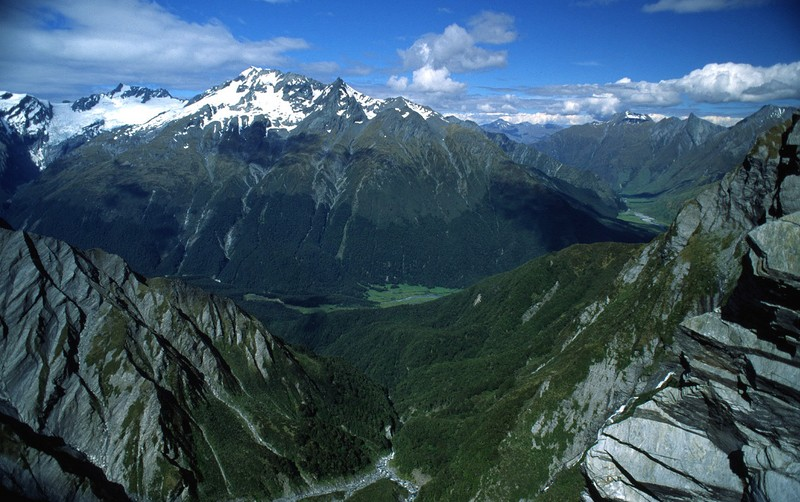
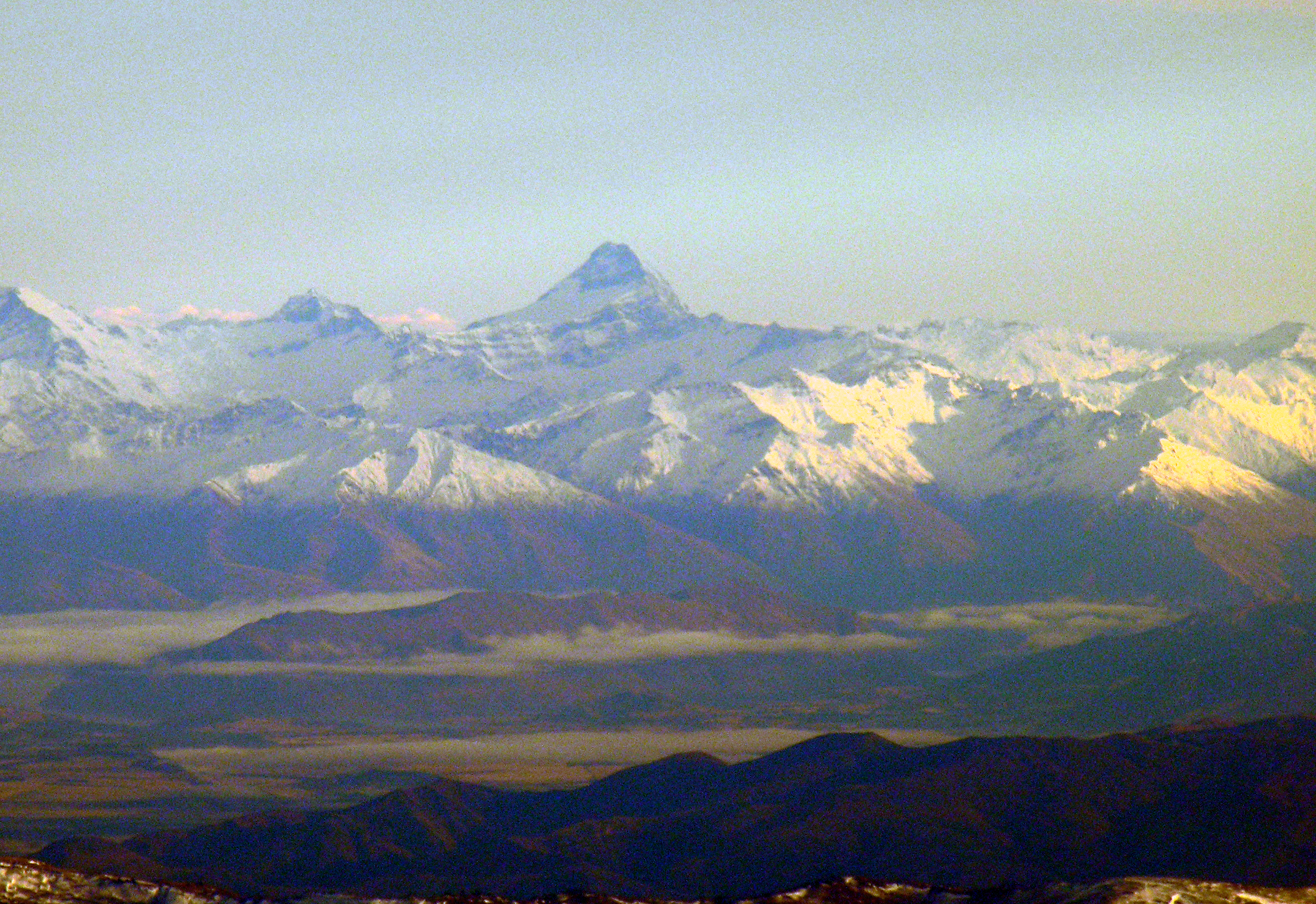
阿斯帕林山
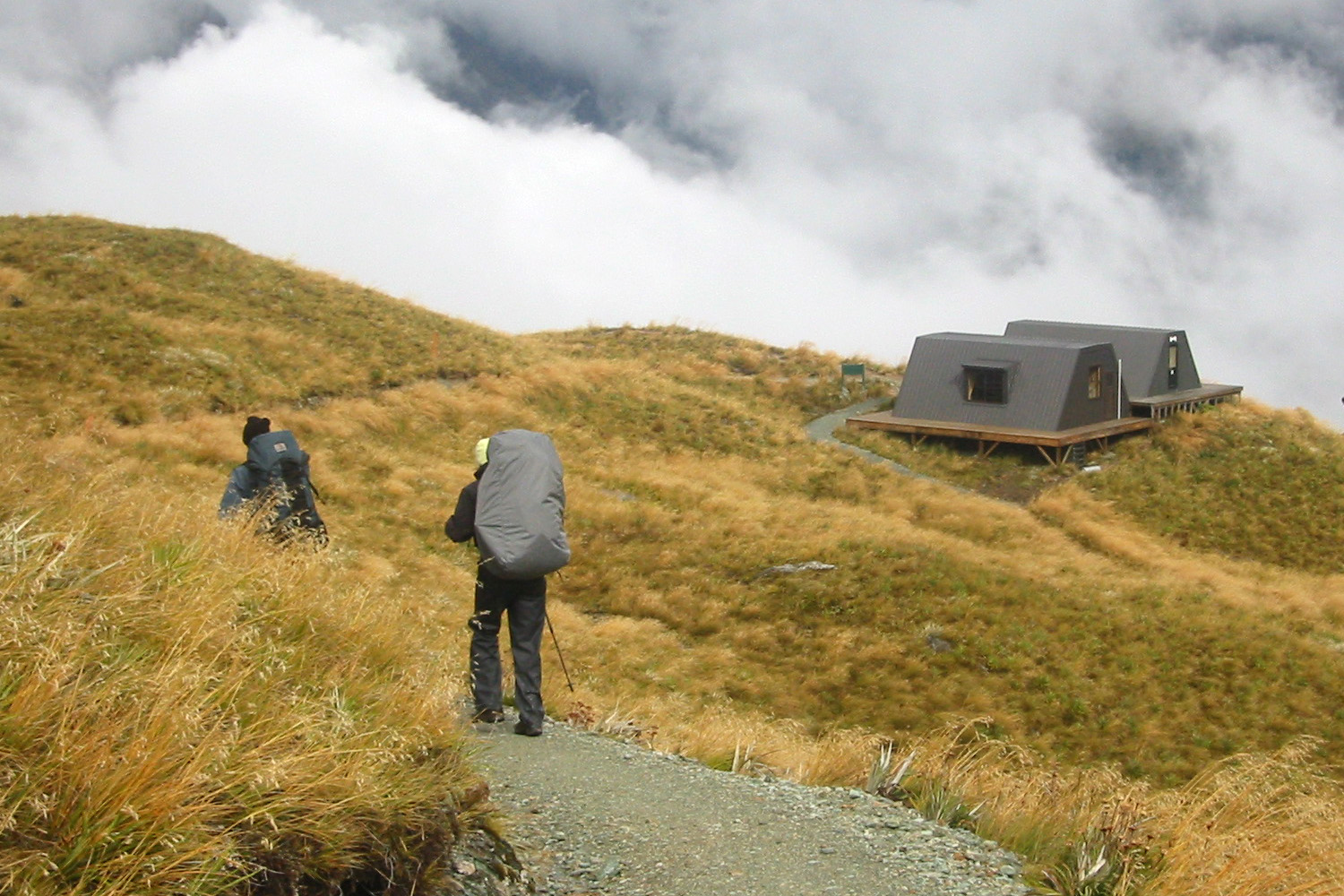
步行道